# Estação Passy
Passy é uma estação da linha 6 do Metrô de Paris, localizada no 16.º arrondissement de Paris.

## Localização
A estação está localizada na rue de l'Alboni, entre a square Alboni, a place de Costa-Rica e a avenue du Président-Kennedy.

## História
A "estação do Quai de Passy" foi aberta em 6 de novembro de 1903 como terminal da linha 2 sud, e depois ela foi ligada à margem esquerda do rio Sena em 24 de abril de 1906 durante a extensão para Place d'Italie.
Ela tira seu nome da antiga vila de Passy, e do quai de Passy, nome da avenue du Président-Kennedy durante a construção da linha.
Em 2011, 3 918 954 passageiros entraram nesta estação. Ela viu entrar 3 908 764 passageiros em 2013, o que a coloca na 130ª posição das estações de metrô por sua frequência.

## Serviços aos Passageiros

### Acessos
A estação tem dois acessos que saem da rue de l'Alboni, de ambos os lados da estação. Um corredor passando sob a estação permite ligar esses dois acessos.

### Plataformas
A estação tem a particularidade de ser subterrânea em sua extremidade oeste e elevada na outra extremidade, devido ao fato da declividade do terreno.

### Intermodalidade
A estação é servida pelas linhas 32 e 72 da rede de ônibus RATP.

## Pontos turísticos
Ela é ligada à estação Bir-Hakeim e ao 15.º arrondissement pela ponte de Bir-Hakeim (antigamente ponte-viaduto de Passy) concluída em 1906 (classificada monumento histórico).
Ele se situa a cerca de 750 m a norte da Maison de la Radio.

## Cultura
Vários filmes foram rodados na estação:
- Quai des Orfèvres de Henri-Georges Clouzot (1947);
- Les grandes personnes de Jean Valère (1961);
- Último Tango em Paris de Bernardo Bertolucci (1972);
- Peur sur la ville de Henri Verneuil (1975);
- A Bela Junie de Christophe Honoré (2008);
- Alias Caracalla por Alain Tasma (2013);
- Now You See Me de Louis Leterrier (2013);
- The Smell of Us de Larry Clark (2013).

Galeria de fotografias
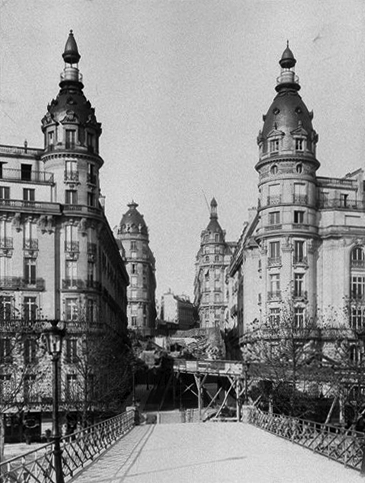
A construção da estação, em 1905.
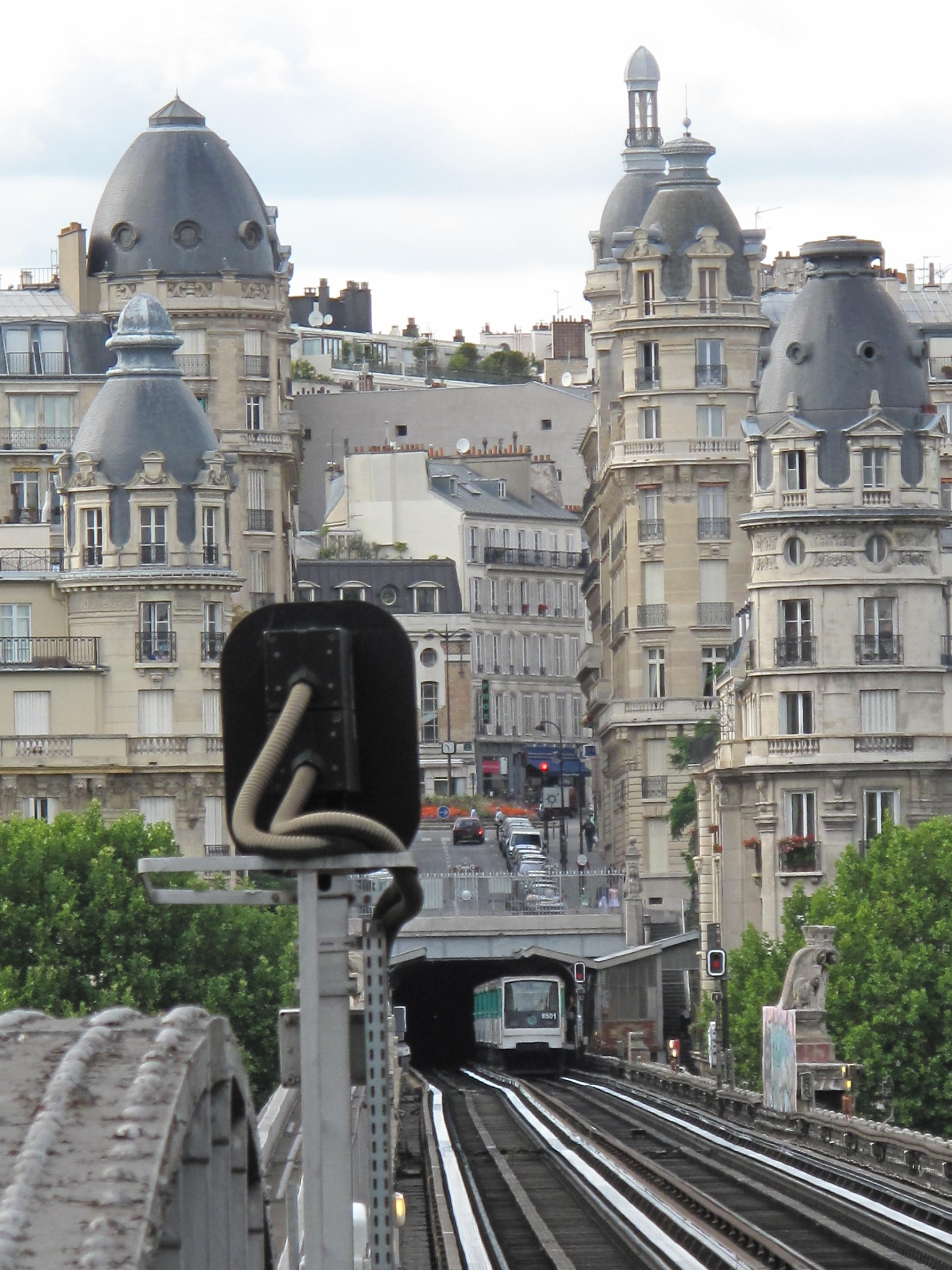
Vista a partir da estação Bir-Hakeim.
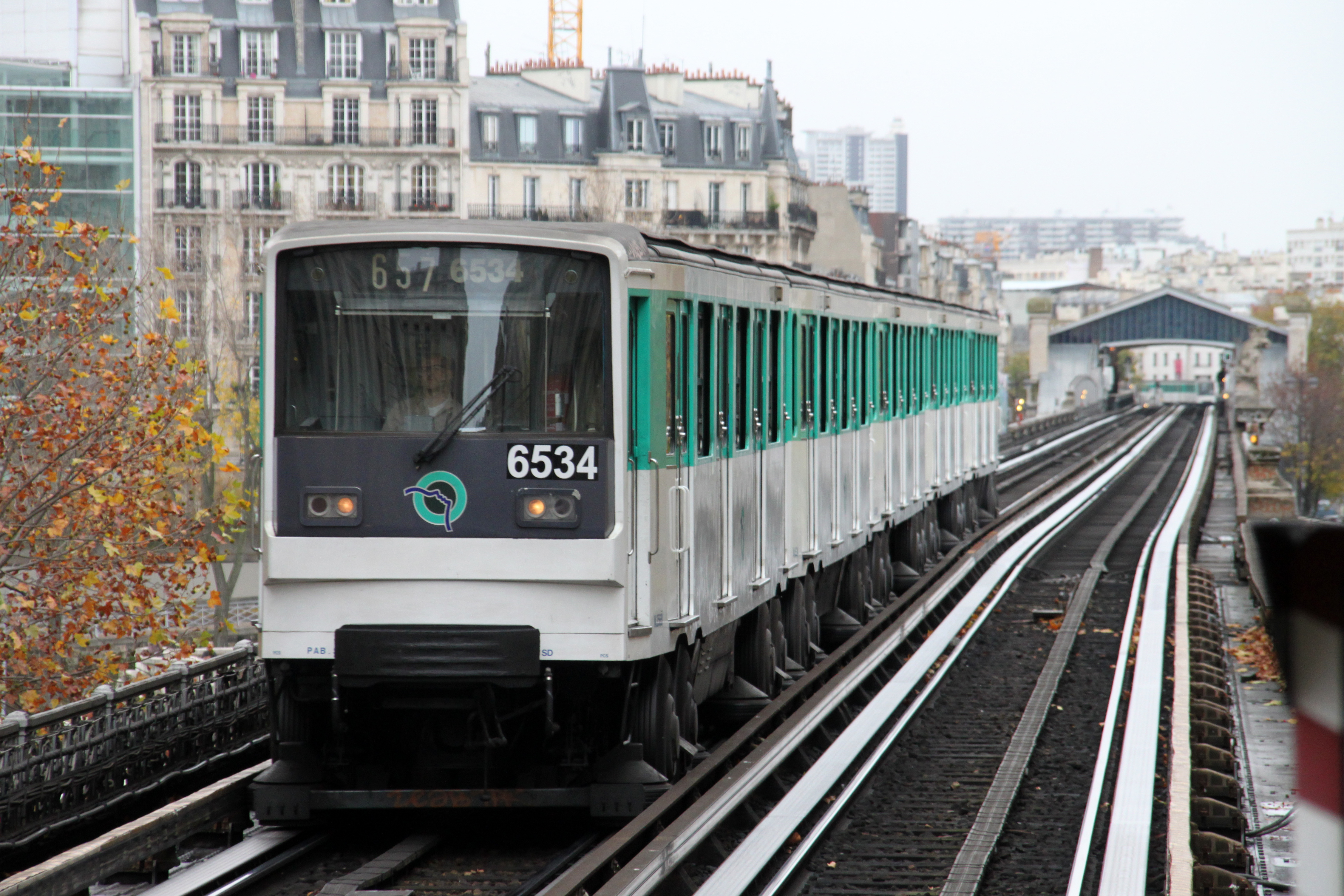
Um trem em proveniência de Bir-Hakeim.
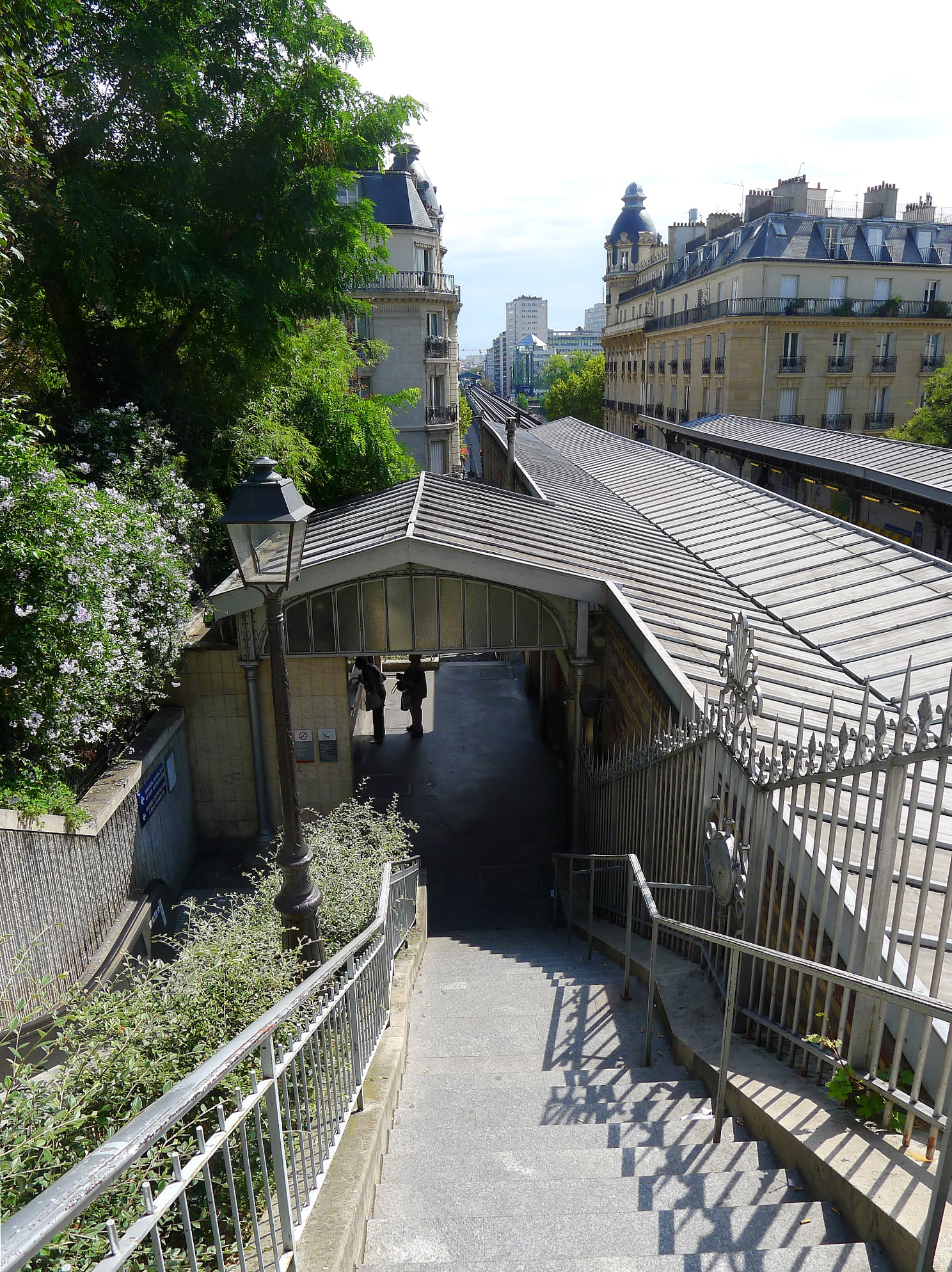
Acesso entre as partes em escada da rue de l'Alboni.